# キーウのロシア軍車列

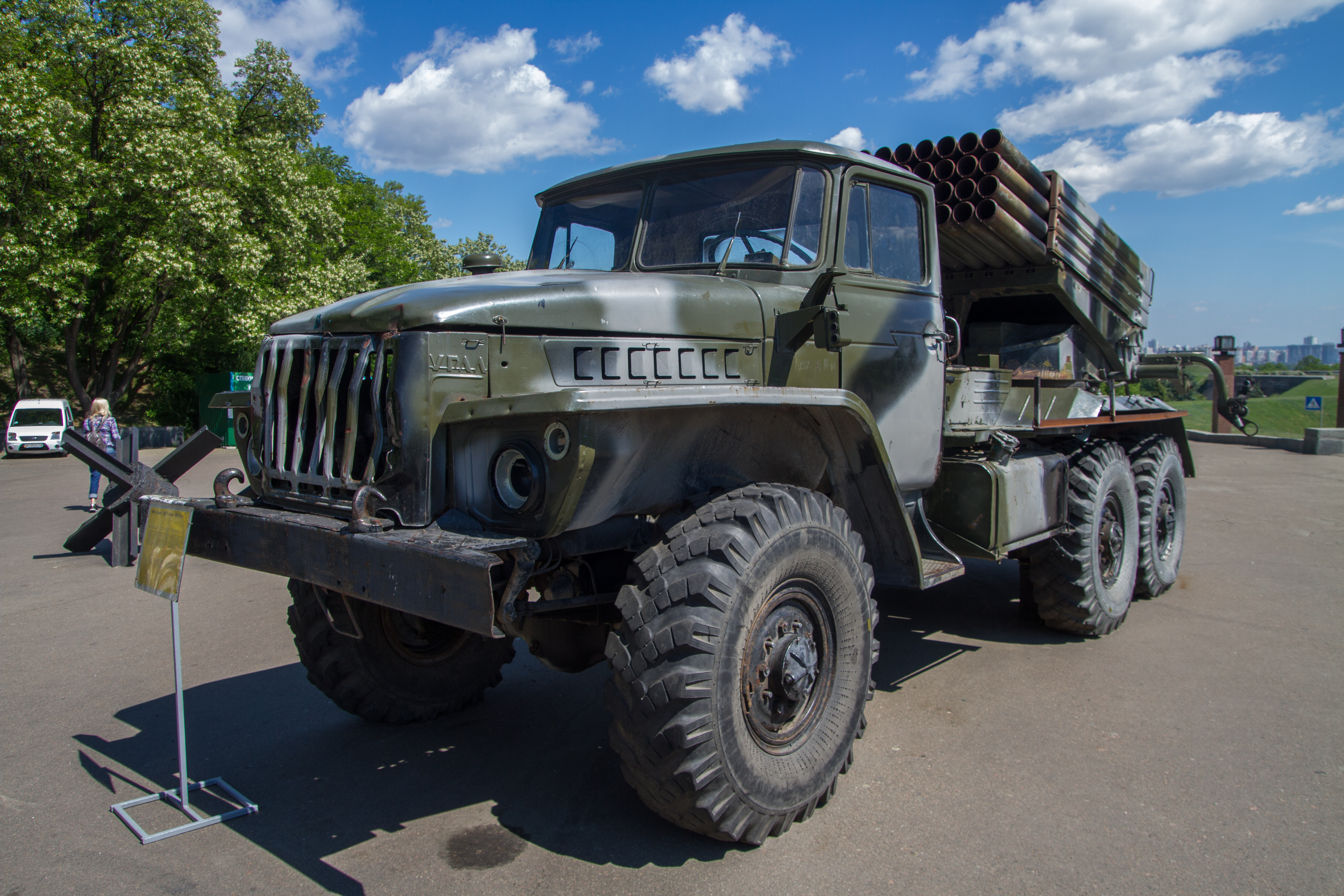
キーウの車列で使用されているタイプに似たロシアの軍用車両

キーウのロシア軍車列（キーウのロシアぐんしゃれつ）は、ロシアのウクライナ侵攻において、ウクライナの首都キーウ付近に約64キロメートル続いていたロシア軍車両の大規模縦隊。
2022年3月に進撃を停止し、同年4月に撤退した。BBCは、縦隊の多数の兵士と車両が燃料と食糧不足の問題を抱えていた可能性があり、ウクライナ軍からの攻撃によっても遅れた可能性があると報じた。
2022年4月2日、縦隊が展開していたキーウ州全域からロシア軍が去った後、ウクライナ国防省は「全キーウ州を占領者から解放した」と宣言した。その3日前にアメリカ国防総省は、この車列が「決して彼らの任務を実際に達成してはいない」と述べた。

## 背景
伝えられるところによると、ロシアはキーウを迅速に占領し、ウクライナ政府を排除し、親ロシア政府を樹立できるようにすることを望んでいた。ロシアはベラルーシに大軍を配置し、それらが国境を越えてウクライナ北部に侵入し、他のロシア軍部隊はドンバス、ルハーンシク、南のクリミアから攻撃した。

## 観測

### 動き

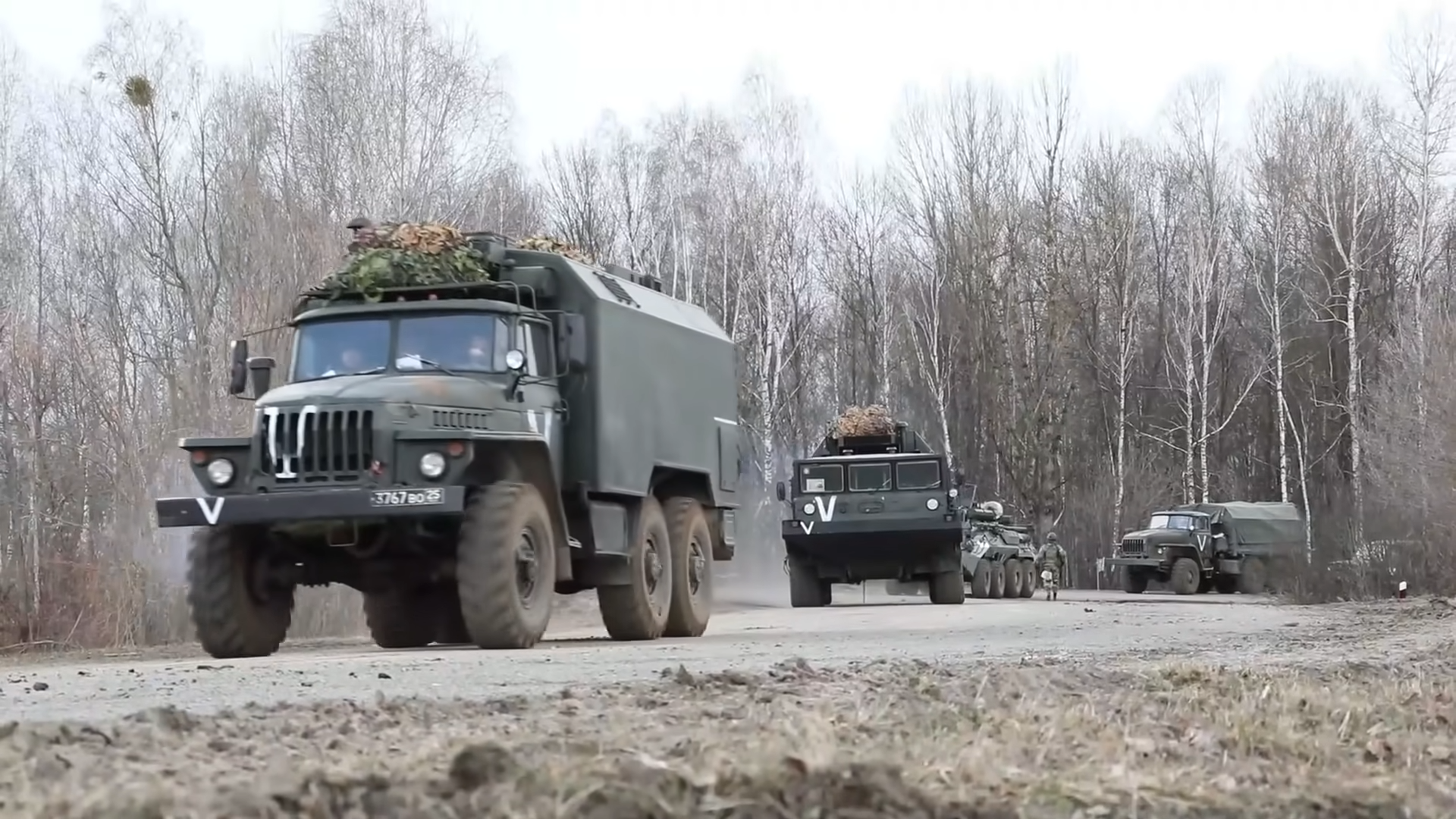
キーウ攻勢中のロシアの車列（2022年3月）

マクサー・テクノロジーズは、2022年2月28日月曜日に衛星画像でキーウの車列を最初に発見した。この車両の縦隊はベラルーシからウクライナに入り、プリビルスク、その後イヴァンキフを通って南に移動した。車列は、計画されているキーウの戦いの準備の一環として、ウクライナの首都キーウ（キエフ）に向かっていたとみられ、おそらくキーウを包囲し脅やかすことを目的としていた。
しかし、イギリス国防省からの2022年3月7日の諜報アップデートによれば、「キーウを前進するロシアの大規模縦隊の本体は、ウクライナの頑固な抵抗、機械的故障、渋滞により遅れて、市中心部から30キロメートル以上離れたままである」という。タイム誌は、3月1日までに縦隊が市の中心部から25キロメートルの位置にいると報じ、その後、キーウから25-30キロメートル離れた場所で停滞していると報告された。

### 構成とサイズ
3月2日、この車列には最大1万5,000人の兵士がいると推定された。この編隊自体はさまざまな軍用車両で構成されており、衛星映像では、道路のより広いセクションに3台並んで駐車している車両が映されていた。縦隊は約65キロメートル続くその規模で有名となった。車列の衛星写真では、縦隊がロシアの補給トラック、軍隊、武器および大砲で構成されていることが示された。ロイターは車列の規模を訂正し、以前に考えられていたよりも長い64キロメートルと推定し、インデペンデントは当初の27キロメートル規模から3月1日までに64キロメートル規模にまで拡大したと推定した

### 防空
この車列は、移動式対空システムによって保護されていた。しかし、他の場所では、ウクライナのバイラクタル TB2ドローンが、3月1日までに（ロシアの）SAMミサイルシステム3基と152 mm砲4門およびトラック10台以上と戦車数台への攻撃に成功し、それらを破壊していたため、対空システムがどの程度有効なのかは不明だった (20:49)。トルコ製のTB2ドローンが効力を発揮したのは、ロシアが戦争開始段階で制空権を確保できなかったことと、ロシアの調整とコミュニケーションのまずさも一因となっている(20:53)。したがって、ウクライナの司令官はこの車列に対してTB2の使用を検討していたが、保有する展開可能なTB2ドローンは比較的少なく、効果的に操作するための訓練を受けた軍人はほとんどいなかった。また、ロシア軍はTB2をGPS信号経由で追跡し、撃墜できる可能性があった。さらに、航空研究者のジャスティン・ブロンクは、3月3日までにロシア軍が縦隊周辺を含め、より多くの防空システムを前進させたようだと述べた (21:40)。ブロンクは、この車列はベラルーシとウクライナの国境沿いのS-400ミサイルシステムの範囲内にあり、ほぼ全ての有人航空機に車列を攻撃する余地を与えていないため（おそらく超低空飛行で目視で標的操作を行う場合を除く）、「ウクライナ空軍にとって非常に困難な標的」になったと主張した(21:46)。

## 停滞

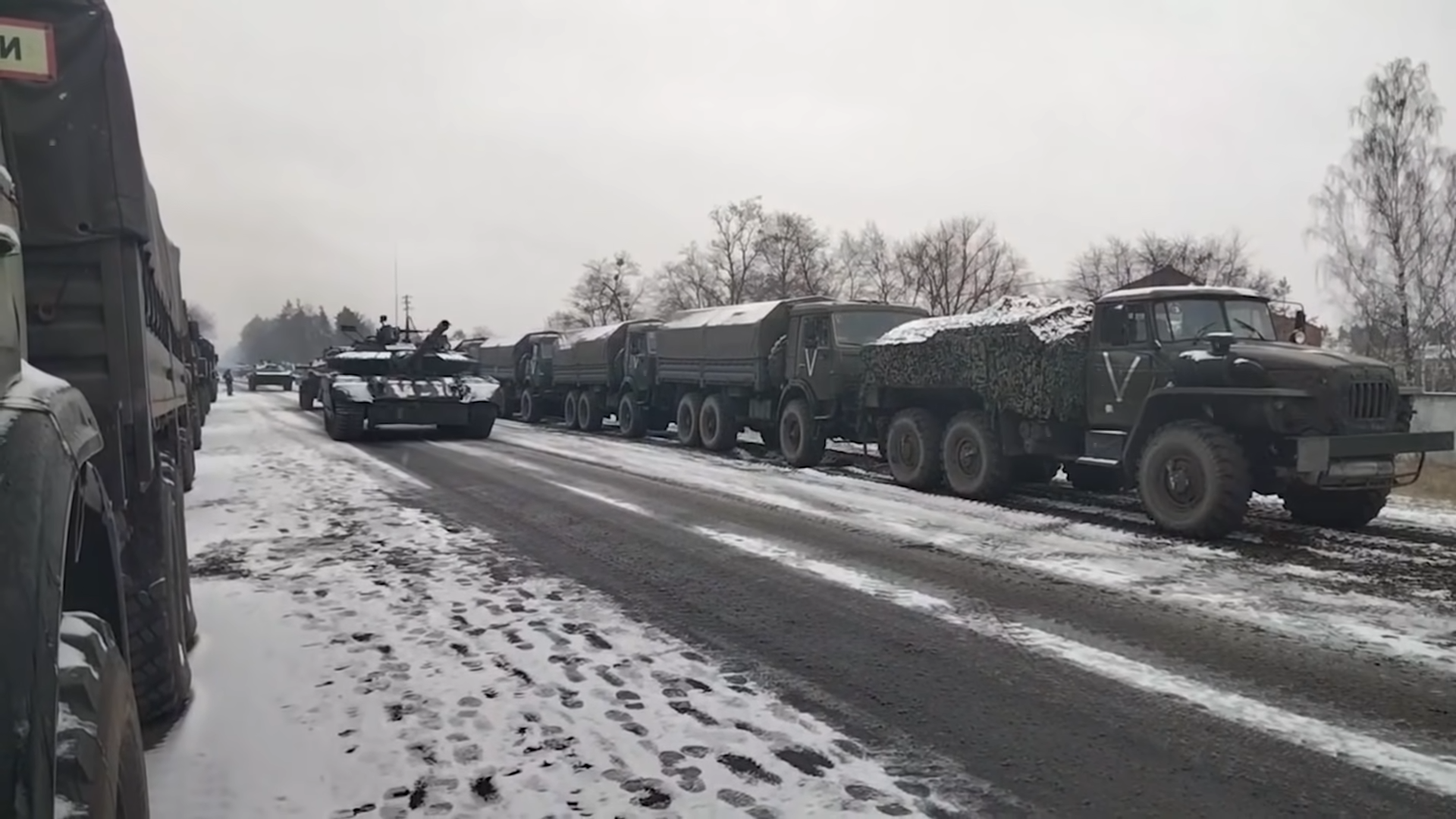
キーウ地域のロシア軍装甲車の縦列（2022年3月7日）

車列は戦争の8日後にキーウ市中心部から約30キロメートル地点で停滞した。2022年3月7日の時点で、米国の防衛当局者によると、縦隊は数日間まったく動かなかった。
車列が停滞した理由については多くの議論がなされた。英国防省は、3月7日までに車列は「ウクライナの堅固な抵抗、機械的故障、および渋滞によって遅らされていた。この縦隊は、3日間で認識できるほどの前進を殆どしていない」と指摘した。
燃料と食糧の不足
多くの解説で食料が不足しているために車列が停滞したと理論づけている。この広範な紛争において、トラックや車両の燃料が切れ、それらの放棄につながるなど燃料と補給問題が明らかとなっている。場合によっては、ロシア兵が地元のウクライナ人に食料や自分たちの車の燃料を求めた。
天気、地形、渋滞
一部メディアは、車両がぬかるみにはまり、交通渋滞を引き起こしたことを示唆している。ロシアの車両が泥深い地域や湿原地域を移動できない例は数多くあり、この場合においては、暖冬のため、地形は固く凍っていないと思われる。ぬかるみに嵌った後にロシア兵が放棄したパーンツィリ-S1の画像は、ソーシャルメディアで広く拡散された。この問題はウクライナ北部で特に顕著であり、春の季節的な雪解け「ラスプティツァ」がより多くの地域で起こるにつれて悪化する。
ウクライナの攻撃
一部では、ウクライナ軍による攻撃の結果として車列が停滞したことを示唆しているが、これについてはほとんど検証されていない情報が公開されている。縦隊が大砲やトルコ製ドローンまたは待ち伏せによる攻撃を受けたことが示唆されている。3月28日、ウクライナのドローン攻撃により車列が停止したと報じられた。
メンテナンス
車両の不十分なメンテナンスが、車列の失敗の一因となった可能性がある。元ペンタゴンのスタッフスペシャリストで軍事史作家のトレント・テレンコと、政府の顧問兼経済学者のカール・ルースは、どちらもメンテナンス理論を支持し、テレンコはまた、単にロシア陸軍が（泥濘期に）未舗装道路を走行する危険を冒すことができなかった 」と指摘した。
待機中
他の解説では、車列は前進作戦基地の設置を待っていただけであると理論付けた。
全体的に杜撰な計画と混乱
ジェーンズ・インフォメーションサービスは、ウクライナ侵攻のためのロシア全体の準備不足が、第二次世界大戦以来ロシアがこの規模で活動していないという事実と結びついて、コミュニケーションの問題が生じ、さまざまな部隊が協力できず、装甲車の縦隊の停滞と明らかな混乱をもたらしたと理論づけた。

## 戦略的分析
縦隊が現れた直後の解説では、ウクライナに入り、キーウに向けて南に移動し、その後同地を包囲する縦隊であると想定していた。
2022年3月3日、かつてフィンランドの防衛諜報のアシスタントチーフを務めていたマルッティ・カリは、（縦隊の）このような停滞は2つの理由から士気が悪化すると指摘し、「第一に、ウクライナは縦隊を攻撃できるドローンや航空機を保有している。第二に、同じ場所で無為に時を過ごしていると、考え方に影響を与える噂が広まる。そのため緊張して疲れる。これは良い組み合わせではない」と述べた。
一部解説では、車列の車両には多くの補給トラックが含まれており、車列の兵士は、他の部隊への配達を目的としていたトラックの補給品を食べて生き残ったと指摘した。
その他にも、縦隊はキーウ包囲計画の一部を形成しており、その車両と部隊は散開し、配置につくとの見方や、この地域で既に戦闘を行っている部隊に食料と弾薬を補給するための補給車列との見方、キーウ攻撃の前進作戦基地を設立するとの見方もあった。

## ウクライナの交戦
アメリカ合衆国の上級防衛当局者は、ウクライナ軍が西側諸国から提供された肩で担いで発射するFGM-148 ジャベリン対戦車ミサイルなどの地上射撃で車列を標的にしていると述べた。ウクライナの部隊は、予想される進撃ルートに「電車、バス、大型車を駐車する」など様々な障害物を設置した。
ウクライナの狙撃兵は彼らの陣地から部隊と交戦し、個々のロシア兵を殺害した。この車列でロシア軍士官がウクライナの狙撃兵によって殺害されており、3月3日に中央軍管区混成軍の副司令官であるアンドレイ・スホベツキー少将は、停滞した車列の前に出向いた際に、ウクライナの狙撃兵の発砲によって殺害された。その時点で、彼はこれまでに殺された最高位のロシア軍士官であった。
ウクライナのエアロロズヴィドカグループも、自作のドローンで支援した。その一部は1.5キログラムの爆弾の投下やロケット推進対戦車擲弾の発射を行うことができた。

## 再配置と撤退
2022年3月11日までに、車列の一部が離れて射撃位置に配置された。車列の大部分が道路に残っている中、大砲を含む一部が離れ、ホストメリ付近で配置についた。車列の別の一部はルビャンカと近くの森に配置された。3月16日、アメリカ国防総省は、キーウ北のロシアの車列がまだ停滞しており、前進していなかったと述べたが、3月31日、同省は、縦列がまだ存在していることを確認できなかったと述べ、最終的に「...彼らは、決して自分達の任務を実際に達成してはいない」と指摘した。
軍の縦隊が展開していたキーウ州からロシア軍が去った後の2022年4月2日、ウクライナ国防省は、「全キーウ州が占領者から解放された」と宣言した。